# São José das Palmeiras
São José das Palmeiras  é um município brasileiro do estado do Paraná. Localizado a 582,3 km da capital Curitiba é um dos vinte e nove municípios lindeiros ao lago de Itaipu. Faz divisa com 6 municípios, sendo eles: Ouro Verde do Oeste, Diamante d'Oeste, Entre Rios do Oestes, Santa Helena, Marechal Cândido Rondon, e São Pedro do Iguaçu. Sua população, conforme estimativas do IBGE de 2022, era de 4 063 habitantes.

## História
Sua região foi durante longo tempo percorrida pelos antigos ervateiros e com a formação da colonizadora Maripá nas terras da Fazenda Britânia, em 1946, a área de São José das Palmeiras passou a fazer parte do projeto.
Pela lei 7.159 de 17 de junho de 1979, o núcleo constituído por terras do distrito de São Clemente, no município de Santa Helena, foi elevado à categoria de distrito. No ano seguinte, em 17 de abril de 1980, através da lei estadual nº 875, o distrito foi elevado à categoria de município com a atual denominação de São José das Palmeiras. Sua instalação ocorreu em 1° de janeiro de 1986.

## Comunidades
Com uma área territorial de aproximadamente 198 quilômetros quadrados, o município é formado pela sede, além de quatorze comunidades, são elas:
- São Joaquim
- São Caetano
- Estrada Gameleira
- Estrada Santa Mariana
- Santa Quitéria
- Vila Rural
- Baixadão
- São Cristóvão
- Fazenda São João
- Santa Maria Gorete
- Codal
- Serrinha
- Barra Funda
- Vergueira

## Rios
A rede hidrográfica do município de São José das Palmeiras é composta pelos afluentes do rio São Francisco Falso, Braço do Norte que correm no sentido Norte. Os principais córregos são: Córrego Três Ranchos, ou Arapongas, Apepu, Gameleiro e seus afluentes Perobal, Jetaíta, São Domingos, além dos córregos: Barra Funda e Boas Novas e o rio Santa Quitéria. Os afluentes do rio São Francisco Falso “Sul” correm no sentido oposto, sendo que os principais são os córregos: São Joaquim, Santa Quitéria, Abelha e seu afluente o Córrego Encontro, além dos córregos: Barreirinho, Bonito e Serrinha

## Hino Municipal
O município de São José das Palmeiras teve seu primeiro Hino em 1988, sendo letra e música do professor Eduardo A. Torres Pereira e Araújo, e arranjos de Paulo Sérgio Pereira. Este hino foi substituído por outro, sem justificativa oficial para isso. Na seção II artigo 12° que dispõe sobre o Hino Municipal.
criado através do mesmo projeto de lei, teve letra e música de Sebastião Lima e José Carlos Pereira. O Hino enaltece o município e ressalta a forma de composição do mesmo, com planaltos ondulados (morros, vales), extensas áreas de vegetação nativa e pastagens que atualmente fazem parte do cenário local. A letra do Hino fala que “aqui” os pioneiros plantaram uma “nova civilização”. Carniel, ao trabalhar a identidade e as peculiaridades do município de São José, frisou que a “nova civilização” está relacionada ao fato de que esta área foi ocupada por pessoas de origem nortista (nordestina). Enquanto parte da região oeste foi colonizada por descendentes de italianos ou alemães.
HINO DO MUNICÍPIO DE SÃO JOSÉ DAS PALMEIRAS 
Letra e música: Sebastião Lima e José Carlos Pereira. 
No planalto, ondulado e verdejante Pioneiros, de esplêndida visão, Desbravando a mata agreste, altissonante Aqui, plantaram, nova civilização, 17 de abril, está na história, E simboliza, em nosso peito a alegria, Por ter conquistado, tão grande vitória Pelo labor pleno de paz e harmonia. 
São José das Palmeiras, minha terra Sou teu filho e tenho, orgulho em dizer, Em meu ser, é grande o amor que se encerra, Só por ti, rincão querido, hei de viver, São José, milagroso padroeiro Abençoe, e proteja este chão E que neste, recanto brasileiro, Resplandeçam, o bem querer e união.
O algodão, teu ouro branco, que beleza! E outras riquezas, neste solo colossal, O seus rios, presentes da natureza, Irrigando, esta gleba, sem igual, O teu nome, para sempre, hei de lembrar... Com ternura e imensa devoção, São José das Palmeiras, vai ficar... Eternamente, dentro do meu coração.

## Administração

### Prefeitos
Lista de prefeitos:
- Alípio Francisco Salvador  - 1986 a 1988
- João Surian - 1989 a 1992
- José Wilson da Silva - 1993 a 1996
- Eronises Fernandes da Silva - 1997 a 2000
- José Neri das Chagas - 2001 a 2004
- José Neri das Chagas - 2005 a 2008
- Nelton Brum - 2009 a 2012
- Nelton Brum - 2013 a 2016
- Gilberto Salvador - 2017 a 2020
- Nelton Brum - 2021 - presente

## Escolas
- Escola Municipal Regente Feijó-Educação infantil.
- Colégio Estadual São José-Ensino Fundamental e médio.

## Igrejas
- Igreja Católica (com sede na cidade e outras 9 capelas localizadas na área rural do município)
- Igreja Luterana do Brasil
- Igreja Presbiteriana do Brasil
- Igreja Adventista do Sétimo Dia
- Igreja Assembleia de Deus
- Congregação Cristã no Brasil (com sede na cidade e outra localizada na Fazenda São João).
- Igreja Evangélica Quadrangular
- Igreja Deus é Amor
- Igreja Avivamento Bíblico
- Igreja Presbiteriana Renovada

Entre Outras.